# Suardoni
I Suardoni (in latino Suardones) o Suarini (in latino Suarines) erano una tribù germanica occidentale citata da Tacito nella Germania; secondo lo storico latino, erano legati ai vicini Reudigni, Avioni, Angli, Varini, Eudosi e Nuitoni dal fatto di condividere il culto di Nerthus, la Madre-terra.